# چرا من؟ چرا نه
چرا من؟ چرا که نه. دومین آلبوم استودیوی انفرادی توسط موسیقیدان انگلیسی لیام گالاگر است که در تاریخ ۲۰ سپتامبر ۲۰۱۹ توسط وارنر رکوردز منتشر شد. تک آهنگ اصلی آلبوم " Shockwave " به یکی از بزرگترین تک آهنگ‌های گالاگر، پرفروش‌ترین تک وینیل سال ۲۰۱۹ در انگلستان تبدیل شد و اولین تک آهنگ او که به‌طور کلی بعد از رسیدن به شماره یک در اسکاتلند، در صدر جدول قرار گرفت. این آلبوم به‌طور کلی نظرات مثبتی را از منتقدان دریافت کرد و در شماره یک در جدول آلبوم‌های انگلستان حضور یافت، در هفته اول خود به گواهینامه نقره رسید و بعداً به گواهی طلا رسید.

## پیش زمینه و ضبط
گالاگر، خواننده گروه سابق اوئیسیز، یک بازگشت موفق پس از تجزیه پس از اوئیسیز ساخته شده بود بیدی آی به با اولین آلبوم انفرادی-پلاتین گواهی خود، همان‌گونه که بودی (۲۰۱۷). این آلبوم در جدول شماره ۲ وارد جدول بریتانیا شد، و در ۱۰ هفته اول کل ۱۰ ترکیب برتر و کسب گواهینامه طلا را به دست آورد، ضمن اینکه نسخه‌های بیشتری را نیز از هر دو آلبوم بیدی آی به فروش می‌رساند. علاوه بر این، واکنش مثبتی از سوی منتقدان و مخاطبان دریافت کرد.
گالاگر فاش کرد که کار خود را روی آلبوم دوم خود در آوریل ۲۰۱۸ آغاز کرده و تأیید کرد که او دوباره با تهیه‌کننده گرگ کورستین و همچنین اندرو ویات همکاری خواهد کرد، که هر دو در اولین آلبوم او شرکت داشتند. ضبط در آوریل ۲۰۱۸ در لس آنجلس آغاز شد و تا ۲ آوریل ۲۰۱۹ به‌طور پراکنده ادامه یافت. ضبط برخی از ترانه ها در ابی رود استودیوز در لندن انجام شده‌است. در این آلبوم، پسر ۱۸ ساله اش، جین، در حال پخش بونگوس در آهنگ «یکی از ما» است. برخلاف آلبوم اول او، تمام آهنگ‌ها توسط گلگر به نویسندگی است.
نام این آلبوم از دو نقشه خواننده بیتلز، جان لنون که گالاگر متعلق به آن است، آمده‌است. اولین (با عنوان "چرا من؟") توسط گالاگر از یک نمایشگاه هنری لنون در مونیخ در سال ۱۹۹۷ خریداری شد و دومین (با عنوان "چرا نه") توسط بیوه یوکو اونو، بیوه جان لنون در مدت کوتاهی پس از آن به گلگر اهدا شد.
در تاریخ ۳۰ مه ۲۰۱۹، گلگر یک فیلم تیزر ۵۰ ثانیه ای از او که در یک باغ میخانه آویزان است آپلود کرد و آهنگ جدید " Shockwave " را از یک Boombox منفجر کرد. این آهنگ بعداً به‌طور زنده در Hackney's Round Chapel در لندن آغاز شد و برای پخش در ۷ ژوئن و همچنین یک وینیل فیزیکی در ۱۲ ژوئن در دسترس قرار گرفت. اولین تک آهنگ تبلیغاتی " رودخانه " با یک نماهنگ موسیقی در تاریخ ۲۷ ژوئن منتشر شد. این ترانه در تاریخ ۲۹ ژوئن به‌طور زنده در جشنواره گلستونبری پخش شد.
فیلم مستند لیام گالاگر: همان‌طور که بود، که جزئیات بازگشت او را نشان می‌دهد، در تاریخ ۶ ژوئن به نمایش درآمده و قطعه ای از آهنگ «یک بار» را به نمایش گذاشت. این آهنگ مورد تحسین طرفداران قرار گرفت و سرانجام در تاریخ ۲۶ ژوئیه به عنوان دومین آهنگ تبلیغاتی منتشر شد. خود گالاگر اعلام کرد این یکی از بهترین آهنگهایی است که تاکنون با آن درگیر بوده‌است.

گالاگر در تاریخ ۳ اوت یک مجموعه آکوستیک برای MTV Unplugged در هال سیتی هال اجرا کرد و آهنگهای انفرادی خود را به نمایش گذاشت. "یک بار" آهنگهای زنده و جدید " یکی از ما "، "حالا که تو را پیدا کردم" (که با الهام از پیوستن گالاگر با دخترش مولی الهام گرفته شده‌است)، "رفته" و "چرا من؟ چرا؟ "" برای اولین بار در ملاء عام پخش شد. گلگر همچنین چندین آهنگ اوئیسیز را اجرا کرد، از جمله " Stand by Me " برای اولین بار از سال ۲۰۰۱ و "آهنگ غمگین" که قبلاً هرگز به صورت زنده اجرا نکرده بود. برای ترانه‌های واحه، گالاگر توسط گیتاریست سابق واحه، پل آرتورز بون هد به صحنه پیوست. پخش ویژه این فیلم در تاریخ ۲۷ سپتامبر، چند ساعت پس از اولین آلبوم در شماره یک در انگلستان آغاز شد. 
| بررسی انتقادی | بررسی انتقادی |
| منبع          | رتبه‌بندی      |
| ------------- | ------------- |

چرا من؟ چرا که نه. بیشتر نقدهای مثبت از منتقدان موسیقی دریافت کرده‌است. بسیاری از نظرات مثبت این آلبوم را برای پخش در صدای همان گونه که بودی تکمیل کردند، که آوازهای گلگر نیز برای ستایش مجزا می‌شوند. در Metacritic، که یک امتیاز عادی از ۱۰۰ را به بررسی‌های انتشارات جریان اصلی اختصاص می‌دهد، این آلبوم بر اساس ۲۰ بررسی، میانگین نمره متوسط ۷۴ را براساس ۲۰ بررسی دریافت کرد و نشان می‌دهد «بررسی‌های به طور کلی مطلوب».

## فهرست آهنگ‌ها
لیست نهایی آهنگ توسط گالاگر در توییتر فاش شد. نسخهٔ نمایشی منحصر به فرد اصلی آهنگ "Once" در نسخه Collector's ظاهر می‌شود. 
| Standard edition | Standard edition          | Standard edition                         | Standard edition  | Standard edition |
| شماره            | نام                       | نویسنده(ها)                              | Producer(s)       | مدت              |
| ---------------- | ------------------------- | ---------------------------------------- | ----------------- | ---------------- |
| ۱.               | «Shockwave»               | Liam Gallagher Greg Kurstin Andrew Wyatt | Kurstin           | ۳:۳۰             |
| ۲.               | «One of Us»               | Gallagher Damon McMahon Wyatt            | Wyatt             | ۳:۲۵             |
| ۳.               | «Once»                    | Gallagher Wyatt                          | Wyatt             | ۳:۳۳             |
| ۴.               | «Now That I've Found You» | Gallagher Simon Aldred                   | Aldred            | ۳:۲۰             |
| ۵.               | «Halo»                    | Gallagher Kurstin Wyatt                  | Kurstin           | ۳:۵۸             |
| ۶.               | «Why Me? Why Not.»        | Gallagher Aldred                         | Aldred Adam Noble | ۳:۳۸             |
| ۷.               | «Be Still»                | Gallagher Kurstin Wyatt                  | Kurstin           | ۳:۰۰             |
| ۸.               | «Alright Now»             | Gallagher McMahon Wyatt                  | Wyatt             | ۳:۴۷             |
| ۹.               | «Meadow»                  | Gallagher Kurstin Wyatt                  | Kurstin           | ۴:۰۵             |
| ۱۰.              | «The River»               | Gallagher Wyatt                          | Wyatt             | ۳:۲۶             |
| ۱۱.              | «Gone»                    | Gallagher Michael Tighe Wyatt            | Wyatt             | ۳:۴۵             |
| مجموع مدت:       | مجموع مدت:                | مجموع مدت:                               | مجموع مدت:        | ۳۹:۳۰            |

| Deluxe edition bonus tracks | Deluxe edition bonus tracks | Deluxe edition bonus tracks           | Deluxe edition bonus tracks | Deluxe edition bonus tracks |
| شماره                       | نام                         | نویسنده(ها)                           | Producer(s)                 | مدت                         |
| --------------------------- | --------------------------- | ------------------------------------- | --------------------------- | --------------------------- |
| ۱۲.                         | «Invisible Sun»             | Gallagher Wyatt                       | Wyatt                       | ۳:۳۶                        |
| ۱۳.                         | «Misunderstood»             | Gallagher Aldred                      | Noble                       | ۴:۱۶                        |
| ۱۴.                         | «Glimmer»                   | Gallagher Tighe Wyatt Constantin Veis | Wyatt                       | ۳:۴۰                        |
| مجموع مدت:                  | مجموع مدت:                  | مجموع مدت:                            | مجموع مدت:                  | ۵۱:۰۲                       |

| Collector's Edition bonus tracks | Collector's Edition bonus tracks | Collector's Edition bonus tracks | Collector's Edition bonus tracks | Collector's Edition bonus tracks |
| شماره                            | نام                              | نویسنده(ها)                      | Producer(s)                      | مدت                              |
| -------------------------------- | -------------------------------- | -------------------------------- | -------------------------------- | -------------------------------- |
| ۱۵.                              | «Once» (original demo)           | Gallagher Wyatt                  | Wyatt                            | ۳:۵۰                             |
| مجموع مدت:                       | مجموع مدت:                       | مجموع مدت:                       | مجموع مدت:                       | ۵۴:۵۲                            |

## پرسنل
اعتبارهای اقتباسی از یادداشت‌های بوش. 
| Musicians - Liam Gallagher – lead vocals (all tracks) - Gene Gallagher – bongos (track 2) - Greg Kurstin – bass, drums, acoustic guitar, electric guitar, harmonica, percussion, mellotron, piano, organ, tanpura (tracks 1, 5, 7, 9) - Mike Moore – electric guitar (tracks 3, 4, 6, 12, 13, 14)، acoustic guitar (track 14) - Dan McDougall – drums (tracks 3, 4, 6, 10, 12, 13) - Andrew Wyatt – acoustic guitar, drums, piano, bass, synth, additional guitar, production (track 2, 3, 8, 10, 11, 12, 14)، backing vocals (track 1) - Parker Kindred – drums (track 2) - Nick Zinner – electric guitar (track 2, 3, 4, 6, 10, 11) - Christian Madden – keyboards (track 4, 6, 13) - Richard Craker – guitar, percussion, keyboards (track 4) - Scott Poley – pedal steel guitar (track 13) - Nick Movshon – bass (track 14) - Homer Steinweiss – drums (track 14) - Antoinette Toni Scruggs, Briana Lee, Charissa Nielsen, Mark Diamond – backing vocals (4) | Production - Greg Kurstin – production, engineering (tracks 1, 5, 7, 9) - Andrew Wyatt – production (tracks 2, 3, 8, 10, 11, 12, 14, 15) - Simon Aldred – production (track 4, 6) - Damon Duell McMahon – additional production (track 2) - Richard Craker – additional production (track 4) - Lewis Jones – strings engineering - Julian Burg – engineering (tracks 1, 5, 7, 9) - Alex Pasco – engineering (tracks 1, 5, 7, 9) - Adam Noble – engineering (tracks 2, 3, 4, 6, 8, 10, 11, 12, 14)، production (tracks 6, 13) - Jacob Munk – engineering (tracks 2, 3, 4, 6, 8, 10, 11, 12, 14) - Jens Jungkurth – engineering (tracks 11, 14) - Will Purton – assisted engineering (tracks 2, 3, 4, 6, 8, 10, 11, 12, 14) - Jay Reynolds – engineering (tracks 13) - Brandon Bost – engineering (tracks 14) - Geoff Alexander – Coordinator - Chris Elliott – Arranged Strings (tracks 1, 2, 4-14) - Tom Elmhirst – mixing (tracks 2, 14) - Mark "Spike" Stent – mixing (tracks 1, 3-11) - Michael Freeman – Assisted mixing (tracks 1, 3-11) - Richard Woodcraft – brass section recording (track 11) - Julian Simmons – brass section recording (track 11) - Randy Merrill – mastering (all tracks) Design - Tom Beard – cover shot, photography - Liam Gallagher – art direction, design - Richard Welland – art direction, design - Francois Rousselet – photography |

| Chart (2019)                             | Peak position |
| ---------------------------------------- | ------------- |
| آلبوم‌های استرالیایی (ای‌آرآی‌ای)           | 7             |
| آلبوم‌های اتریشی (آلبوم‌های او۳)           | 15            |
| آلبوم‌های بلژیکی (اولتراتاپ فلاندرز)      | 8             |
| آلبوم‌های بلژیکی (اولتراتاپ والونیا)      | 11            |
| آلبوم‌های کانادایی (بیلبورد)              | 50            |
| آلبوم‌های چک (سی‌ان‌اس آی‌اف‌پی‌آی)            | 48            |
| آلبوم‌های هلندی (جدول‌های هلند)            | 20            |
| آلبوم‌های فنلاندی (جدول رسمی فنلاند)      | 14            |
| French Albums (SNEP)                     | ۱۷            |
| آلبوم‌های آلمانی (۱۰۰ آلبوم برتر رسمی)    | 3             |
| آلبوم‌های مجارستانی (ماهاز)               | 2             |
| آلبوم‌های ایرلندی (انجمن صنعت ضبط ایرلند) | 2             |
| آلبوم‌های ایتالیایی (فیمی)                | 5             |
| آلبوم‌های ژاپنی (اوریکون)                 | 10            |
| آلبوم‌های نیوزیلندی (آرام‌ان‌زد)            | 34            |
| آلبوم‌های نروژی (وی‌جی-لیستا)              | 35            |
| آلبوم‌های اسکاتلندی (شرکت جدول‌های رسمی)   | 1             |
| Spanish Albums (PROMUSICAE)              | ۸             |
| آلبوم‌های سوئدی (برترین‌های سوئد)          | 55            |
| آلبوم‌های سوئیسی (جدول موسیقی سوئیس)      | 6             |
| آلبوم‌های بریتانیا (شرکت جدول‌های رسمی)    | 1             |
| US Rolling Stone Top 200                 | ۱۸۴           |

| Chart (2019)    | Position |
| --------------- | -------- |
| UK Albums (OCC) | ۲۶       |